# Bojong Kamal
Bojong Kamal is een bestuurslaag in het regentschap Tangerang van de provincie Banten, Indonesië. Bojong Kamal telt 5954 inwoners (volkstelling 2010).